# Medicina vinci fata non possunt
 Medicina vinci fata non possunt  лат. (изговор: медицина виниц фата нон посунт). Лијеком се не може побиједити судбина.

## Тумачење
Не постоји лијек против судбине. Једино се она не може ничим побиједити.